# Maryam Abdellatif
Maryam Abdellatif, née le 7 novembre 2000, est une rameuse égyptienne. 

## Carrière
Maryam Abdellatif obtient aux Championnats d'Afrique d'aviron 2015 la médaille de bronze en deux de couple poids légers senior ainsi que la médaille d'or en deux de couple junior.
Aux Championnats d'Afrique d'aviron 2017, elle remporte une médaille de bronze en skiff. Elle est médaillée de bronze en skiff poids légers 1 000 mètres aux Jeux africains de 2019
Elle remporte aux Championnats d'Afrique d'aviron 2019 la médaille d'argent en skiff poids légers senior et la médaille d'or en skiff poids légers des moins de 23 ans.
Elle remporte aux championnats d'Afrique d'aviron de plage sprint 2022 à Hammamet la médaille d'argent en skiff ainsi que la médaille de bronze en deux de couple.
Aux championnats d'Afrique 2022, elle est médaillée d'or en deux de couple poids légers en seniors et médaillée d'argent dans la même épreuve dans la catégorie des moins de 23 ans.
Aux championnats d'Afrique 2023 à Tunis, elle est médaillée d'or en deux de couple avec Ghada Ibrahim et médaillée d'argent en deux de couple poids légers avec Nourelhoda Arafa.
Aux championnats d'Afrique 2024, elle est médaillée d'or en quatre de couple et médaillée d'argent en skiff poids légers.
Elle est aussi médaillée d'argent en skiff aux Championnats d'Afrique d'aviron de plage sprint 2024.